# Смирненски (Монтанская область)
Смирненски (болг. Смирненски) — село в Болгарии. Находится в Монтанской области, входит в общину Брусарци. Население составляет 496 человек.

## Политическая ситуация
В местном кметстве Смирненски, в состав которого входит Смирненски, должность кмета (старосты) исполняет Бойка Георгиева Христова (Болгарская социалистическая партия (БСП)) по результатам выборов правления кметства.
Кмет (мэр) общины Брусарци — Юлия Робинзонова Каменова (коалиция в составе 2 партий: Граждане за европейское развитие Болгарии (ГЕРБ), Национальное движение «Симеон Второй» (НДСВ)) по результатам выборов в правление общины.